# Libanice

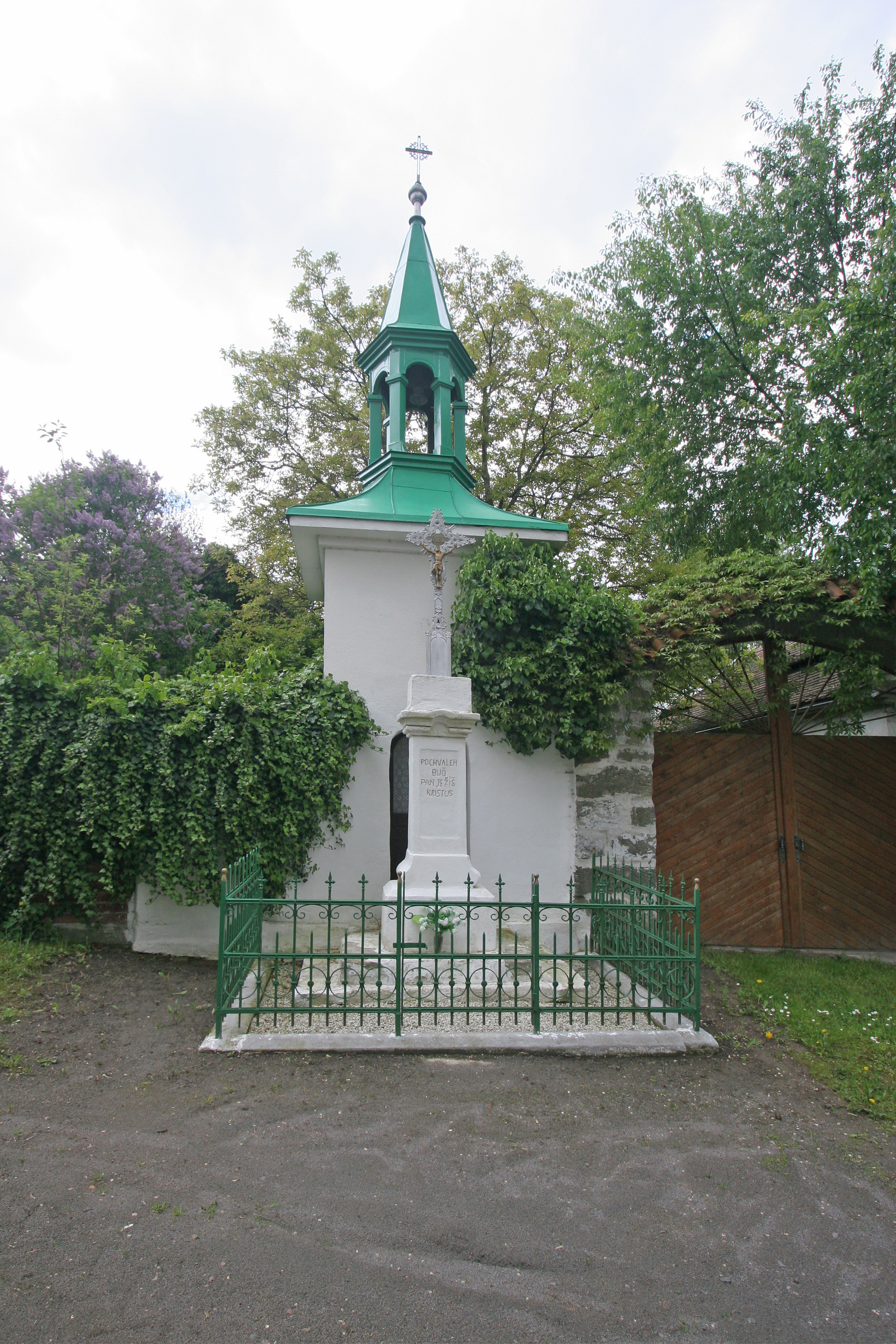
Glockenturm und Kreuz auf dem Dorfplatz

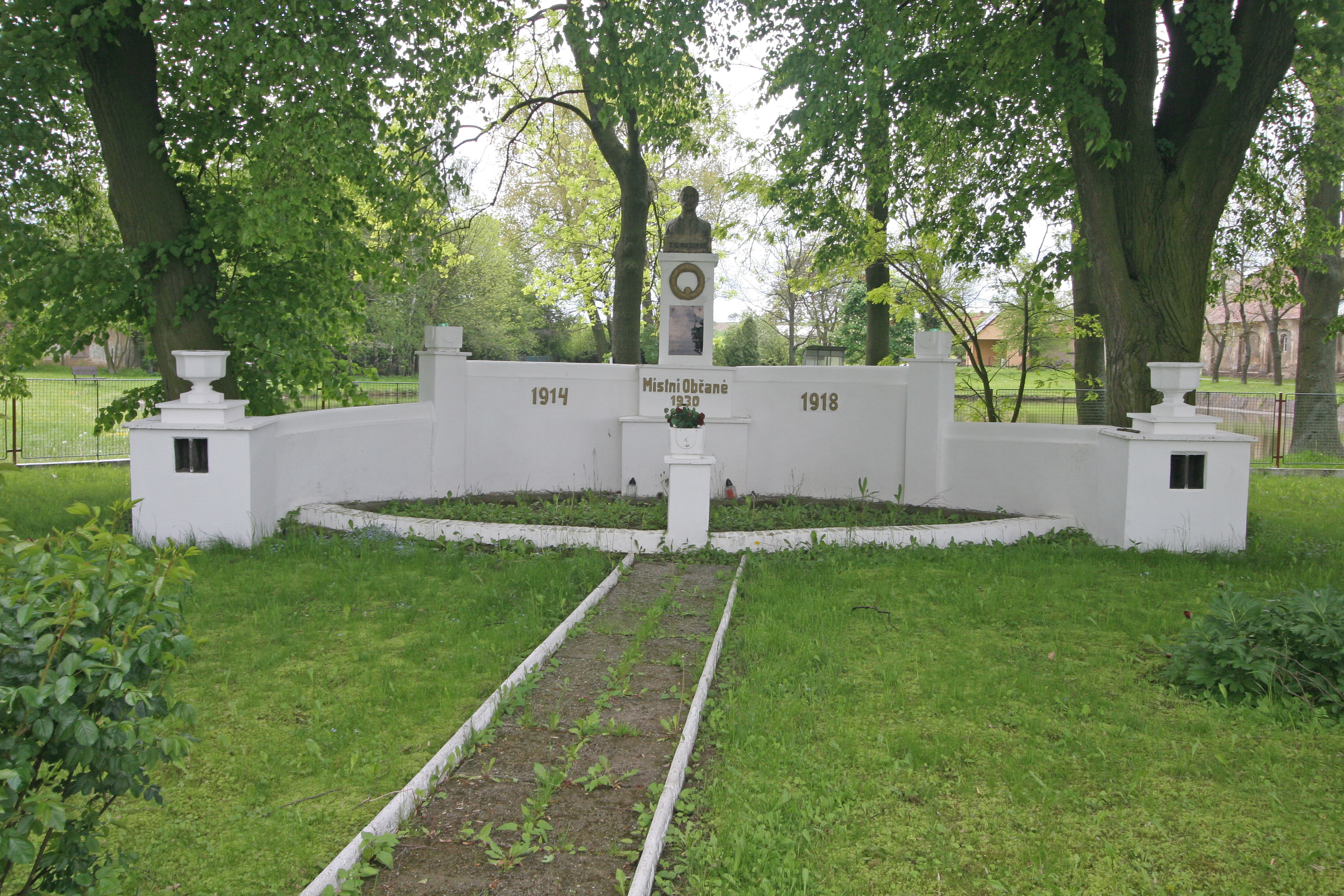
Gedenkstätte für die Gefallenen des Ersten Weltkrieges

Libanice (deutsch Libanitz) ist ein Ortsteil der Gemeinde Honbice in Tschechien. Das Dorf liegt sieben Kilometer südöstlich des Stadtzentrums von Chrudim und gehört zum Okres Chrudim.

## Geographie
Libanice befindet sich in der Quellmulde des Baches Ježděnka auf der Hrochotýnecká tabule (Hrochow-Teinitzer Tafel). Nördlich des Dorfes liegt der Teich Ježděnec. Im Osten erhebt sich der Hügel Kamenice (Kamenitz, 297 m n.m.), südwestlich der Kopec (301 m n.m.) und im Westen die Tři Bubny (303 m n.m.).
Nachbarorte sind Turyň, Dolní Bezděkov und Nabočany im Norden, Honbice im Nordosten, Řestoky, Chrast, U Starého nádraží und Dolní Mlýn im Südosten, Zaječice im Süden, Bítovany, Kunčí und Orel im Südwesten, Vlčnov und Tři Bubny im Westen sowie Chrudim II und Kočí im Nordwesten.

## Geschichte
Die erste schriftliche Erwähnung von Libanice erfolgte im Jahre 1472. Die Besitzer des landtäfligen Gutes Libanice wechselten häufig. Ab 1542 besaß Wenzel Talatzko von Gestetitz die Güter Nabočany und Libanice. Im Jahre 1613 erwarb der Chrudimer Kreishauptmann Heinrich Kunata Dobrženský von Dobrženitz († 1619) auf Worel das Gut Libanice für 6250 Schock. 1636 verkaufte die Familie Dobrženský von Dobrženitz das Gut zum selben Preis an den kaiserlichen Major Manerchio. Nachfolgender Besitzer war Johann Purkhard Kordule von Slaupno, der das Gut 1640 gegen 6000 Taler an den kaiserlichen Oberst Johann Feldhofer abtrat. Nachfolgender Besitzer war der Chrudimer Kreishauptmann Adam Heinrich Talatzko von Gestetitz, der zugleich auch die Güter Přestawlk und Bitowan besaß. Im Jahre 1660 kaufte Maximiliana Záruba von Hustiřan, geborene Freiin von Lissa, das Gut. Sie vermachte Libanice ihrem Vetter Rudolf von Lissa auf Schumberg, der die Herrschaft Schumberg mit dem Gut Libanitz 1701 an den Besitzer der Herrschaft Nassaberg, Joseph Franz   von Schönfeld verkaufte. Der Graf von Schönfeld vereinigte beide Herrschaften. 1753 fiel die Herrschaft Nassaberg Johann Adam von Auersperg als Universalerben des mit Joseph Franz von Schönfeld († 1737) erloschenen Grafengeschlechts von Schönfeld zu.
Im Jahre 1835 bestand das im Chrudimer Kreis gelegene Dorf Libanitz aus 26 Häusern, in denen 192 Personen lebten. Im Ort gab es einen Meierhof und eine Schäferei. Pfarrort war Hrochow-Teinitz. Bis zur Mitte des 19. Jahrhunderts blieb Libanitz  der Herrschaft Nassaberg untertänig.
Nach der Aufhebung der Patrimonialherrschaften bildete Libanice ab 1849 einen Ortsteil der Gemeinde Hombice im Gerichtsbezirk Chrudim. Ab 1868 gehörte das Dorf zum politischen Bezirk Chrudim. 1869 hatte Libanice 230 Einwohner, 1880 waren es 310. Im Jahre 1900 lebten in dem Dorf 244 Personen. 1920 löste sich Libanice von Honbice los und bildete eine eigene Gemeinde. Im Jahre 1961 erfolgte die erneute Eingemeindung nach Honbice. Beim Zensus von 2001 lebten in den 32 Häusern von Libanice 77 Personen.

## Ortsgliederung
Der Ortsteil Libanice bildet einen Katastralbezirk.

## Sehenswürdigkeiten
- Glockenturm und Kreuz auf dem Dorfplatz
- Gedenkstätte für die Gefallenen des Ersten Weltkrieges mit Büste von T. G. Masaryk, nördlich des Dorfteiches, enthüllt 1930

## Söhne und Töchter des Ortes
- Antonín Profous (1878–1953), Sprachwissenschaftler